# Густав Датский
Кристиа́н Фредери́к Вильге́льм Вальдема́р Гу́став (дат. Christian Fredrik Wilhelm Valdemar Gustav, 4 марта 1887, Шарлоттенлунн, Копенгаген — 5 октября 1944, Замок Эгелунд, Ховедстаден) — принц Датский и Исландский, младший сын короля Фредерика VIII и королевы Ловисы, младший брат короля Дании Кристиана X и короля Норвегии Хокона VII. Умер неженатым и бездетным.

## Жизнь
Густав родился в летней резиденции своих родителей дворце Шарлоттенлунн, расположенной в 10 км от столицы королевства Копенгагена. Принц был седьмым из восьми детей датской наследной четы кронпринца Фредерика и его супруги Ловисы Шведской, дочери короля Карла XV. У принца были хорошие родственные связи в Европе благодаря своему деду, королю Кристиану IX. Он приходился родным братом королям Дании и Норвегии, племянником английской королеве, российской императрице и греческому королю. Его родными братьями были будущий король Дании Кристиан X и избранный в 1905 году король Норвегии Хокон VII. 
Основным местом жизни его родителей был особняк  Фредерика VIII — один из дворцов, входящих в королевский комплекса Амалиенборг, где Густав рос вместе с братьями и сестрами. Воспитанием детей, в основном, занималась мать, что было нетипично в королевских семьях того времени, когда отпрысками высшей аристократии занимались няни и гувернантки. В детском возрасте принц много болел, из-за чего вел малоподвижный образ жизни и всю жизнь страдал от лишнего веса. Однако это не помешало ему на короткий период времени пройти военную службу Датской Королевской лейб-гвардии и в 1915 году получить звание капитана. В 1934 году он стал почётным президентом Объединения Датских садовых ассоциаций. 2 февраля 1935 года Густав вместе со своей двоюродной сестрой великой княгиней Ольгой Александровной и её вторым мужем Николаем Куликовским стал крёстным отцом Александра, сына русского эмигранта, впоследствии датского офицера и коллаборациониста Христиана Фредерика фон Шальбурга.
Густав не был женат и не имел детей. Большую часть жизни он прожил со своей сестрой незамужней принцессой Тирой. Вместе с ней он часто ездил в Норвегию к брату-королю и его семье. Мать принца королева Луиза в 1915—1917 годах выстроила для себя резиденцию замок Эгелунг, который она завещала своему младшему сыну. Здесь принц и скончался в 1944 году. После его смерти Эгелунг унаследовал наследный принц Кнуд и его жена Каролина Матильда.